# ROCOV
ROCOV is een afkorting voor Reizigers Overleg Consumentenbelangen Openbaar Vervoer. Een ROCOV is een overleg van verschillende consumentenorganisaties die gezamenlijk gebruikmaken van het adviesrecht waarin de Wet personenvervoer 2000 voorziet.
ROCOVs adviseren over het regionaal openbaar vervoer: bus, tram, metro, regionale spoorlijnen, Regiotaxi en andere regionale OV-vormen zoals buurtbus.

## Herkomst
De benaming ROCOV is afgeleid van het LOCOV, de naam voor het landelijk overleg tussen consumentenorganisaties, Nederlandse Spoorwegen en het ministerie van Verkeer en Waterstaat.

## Namen
Er zijn in Nederland 23 ROCOVs: vaak is er één ROCOV per provincie. Sommige ROCOVs voeren het woord 'ROCOV' in hun naam, andere noemen zich bijvoorbeeld 'Reizigersoverleg' of 'Consumentenplatform.'